# Scream If You Wanna Go Faster
Scream If You Wanna Go Faster (in italiano "Grida se vuoi andare più veloce") è il secondo album della cantante britannica Geri Halliwell, pubblicato dalla EMI il 14 maggio 2001.
È rimasto fedele al precedente e all'esperienza passata della cantante con le Spice Girls, facendo per esempio riferimento al Girl Power, grido di battaglia dello storico gruppo musicale, ripreso nel brano Strength of a Woman. Inoltre l'album contiene anche una cover di It's Raining Men delle Weather Girls, singolo dal grande successo commerciale e tuttora una delle canzoni più conosciute della cantante, in Italia sigla del noto programma Amici di Maria De Filippi, ed alcune ballate come Calling e Circles round the Moon. Complessivamente l'album vende nel mondo 2 200 000 copie ad oggi.

## Tracce
CD (EMI 5333692 (EMI) / EAN 0724353336929)
1. Scream If You Wanna Go Faster – 3:38 (Geri Halliwell, Rick Nowels)
2. Shake Your Bootie Cutie – 4:02 (Geri Halliwell, Gregg Alexander, Rick Nowels)
3. Calling – 4:25 (Geri Halliwell, Peter-John Vettese)
4. Feels like Sex – 3:24 (Geri Halliwell, Andy Watkins, Paul Wilson)
5. Circles Round the Moon – 3:59 (Geri Halliwell, Andy Watkins, Paul Wilson, Tracy Ackerman)
6. Love Is the Only Light – 3:26 (Geri Halliwell, Jorgen Elofsson, Stephen Lipson)
7. Strenght of a Woman – 4:03 (Geri Halliwell, Rick Nowels)
8. Don't Call Me Baby – 3:42 (Geri Halliwell, Andy Watkins, Paul Wilson)
9. Lovey Dovey Stuff – 3:39 (Geri Halliwell, Andy Watkins, Paul Wilson, Tracy Ackerman)
10. It's Raining Men – 3:27 (Paul Jabara, Paul Shaffer)
11. Heaven and Hell (Being Geri Halliwell) – 3:31 (Geri Halliwell, Jorgen Elofsson, Stephen Lipson)
12. I Was Made That Way – 4:47 (Geri Halliwell, Peter-John Vettese)

Durata totale: 46:03

## Formazione
- Geri Halliwell - voce
- Wayne Rodrigues - tastiera, programmazione
- Rick Nowels - chitarra acustica, cori, basso, chitarra elettrica, tastiera, pianoforte
- Rusty Anderson - chitarra elettrica
- Mike Higham - programmazione addizionale
- Charles Judge - tastiera
- David A. Stewart - chitarra
- Chris Garcia - chitarra, basso, batteria
- Andy Duncan - programmazione
- David Rainger - chitarra elettrica
- Jorgen Elofsson - chitarra acustica
- Greg Kurstin - tastiera, organo Hammond, farfisa, clavinet
- Milton McDonald - chitarra
- Peter-John Vettese - tastiera, cori, programmazione
- Stephen Lipson - chitarra acustica, programmazione
- Roddy Lorimer - tromba
- Simon Clarke - flauto
- Tracy Ackerman, Beverley Skeete, Claudia Fontaine, Jackie Rawe, Danielle Brisebois - cori

## Classifiche
| Classifica (2001) | Posizione massima |
| ----------------- | ----------------- |
| Regno Unito       | 5                 |
| Italia            | 15                |
| Svizzera          | 22                |
| Austria           | 30                |
| Francia           | 133               |